# Shirley MacLaine
Shirley MacLaine, rodným jménem Shirley MacLean Beaty (* 24. dubna 1934 Richmond, Virginie) je americká herečka, zpěvačka, tanečnice, publicistka, starší sestra amerického herce a režiséra Warrena Beattyho, matka americké herečky Sachi Parkerové (* 1956). Jedná se o držitelku Oscara a Zlatého glóbu z roku 1983.
Pochází z umělecky založené rodiny, její matka byla učitelkou herectví, otec byl také učitel a hudebník. Na divadelních prknech vystupuje od svých 16 let. Ihned po maturitě se stala profesionální sboristkou na Broadwayi. V roce 1954 si jí povšimli i hollywoodští filmoví producenti. Hrála velmi často jednoduché, naivní i přihlouplé typy žen, ale téměř vždy se jednalo o typy kladné a dobrosrdečné.